# Дом Долгоруковых в Колпачном переулке
Дом Долгоруковых — особняк в центре Москвы (Колпачный пер., д. 6, стр. 2). Построен в 1764 году в стиле барокко на основе палат XVII века. Имеет статус объекта культурного наследия федерального значения.

## История
Западная часть дома включает палаты XVII века. Их фасад ориентирован на запад и выходил на не сохранившийся до наших дней переулок. Палаты XVII века выстроены на белокаменном подклете XVI столетия, сохранившемся до нашего времени. Вход в этот подклет ориентирован на юг, туда где раньше находился царский Старосадский дворец. Согласно предположению Р. Э. Рахматуллина, подклет XVI столетия мог быть частью литовского посольского двора 1560 года.
В начале XVIII века владельцами палат был род Хитрово, а затем Бутурлины. С 1738 года палаты принадлежали князю Константину Степановичу Кантакузену. Около 1730—1740-х годов палаты перестраивались, получив декор в анненском стиле. У Кантакузена в 1744 году палаты приобрёл князь Александр Алексеевич Долгоруков. Позднее Долгоруков приобрёл и два соседних участка, после чего начал перестройку палат со значительным увеличением их объёма. Автор проекта перестройки — архитектор Василий Яковлевич Яковлев, о чём свидетельствуют сохранившиеся чертежи. Перестройка палат завершилась в 1764 году. Теперь главный фасад был ориентирован на церковь Успения на Покровке, в сторону которой шла парадная подъездная аллея. Вдоль Покровки проходила и парадная ограда со львами, державшими в пастях цепи.
После перестройки в центре особняка был сделан каретный проезд, отделявший старую часть здания от нового. Гости могли въезжать в здание на каретах, а из середины проезда боковые лестницы вели в парадный вестибюль с колоннами и скульптурами.
Особняк не пострадал во время пожара 1812 года, и Наполеон расположил в нём центральный офис французской полиции. В сентябре 1812 года здесь состоялся суд над русскими поджигателями Москвы.
В начале 1930-х годов рядом был построен пятиэтажный жилой дом, из-за чего был разобран угол наиболее древней части особняка. В 1997 году была проведена реставрация дома Долгоруковых, однако лифтовая шахта жилого дома не позволила полностью восстановить угол особняка. Реставраторы восстановили бывший главный фасад палат XVII века, выделив его белым цветом. На южном фасаде бледно-жёлтым цветом показана перестройка 1730—1740-х годов.